# Mi-2直升機
Mi-2直升機（北約代號:甲兵）是前蘇聯米爾直升機設計局研發出來的輕型多用途直升機，它是由Mi-1直升機（北約代號:野兔）發展而來。

## 簡介
Mi-2直升機是把原本Mi-1直升機用的活塞發動機改為兩部PZL-GTD-350渦輪發動機去轉動一俱三葉螺旋槳，其機身設計也因此重新設計去迎合此兩部渦輪發動機，由此而令其馬力大增而動力部份重量減輕，其飛行性能也因此大為進步，在其機身兩側也可各自加上副油箱以增加航程。
Mi-2是輕型多用途直升機，可作噴灑農藥、運輸貨物、救護，以至加掛火箭彈或SA-7反坦克飛彈，作為武裝直升機。
Mi-2在蘇聯米爾設計局生產了原型機後就授權波蘭生產。

## 型號
- V-2
- V-2V
- Mi-2 Platan
- Mi-2AMi-2B
- Mi-2Ch：放煙型

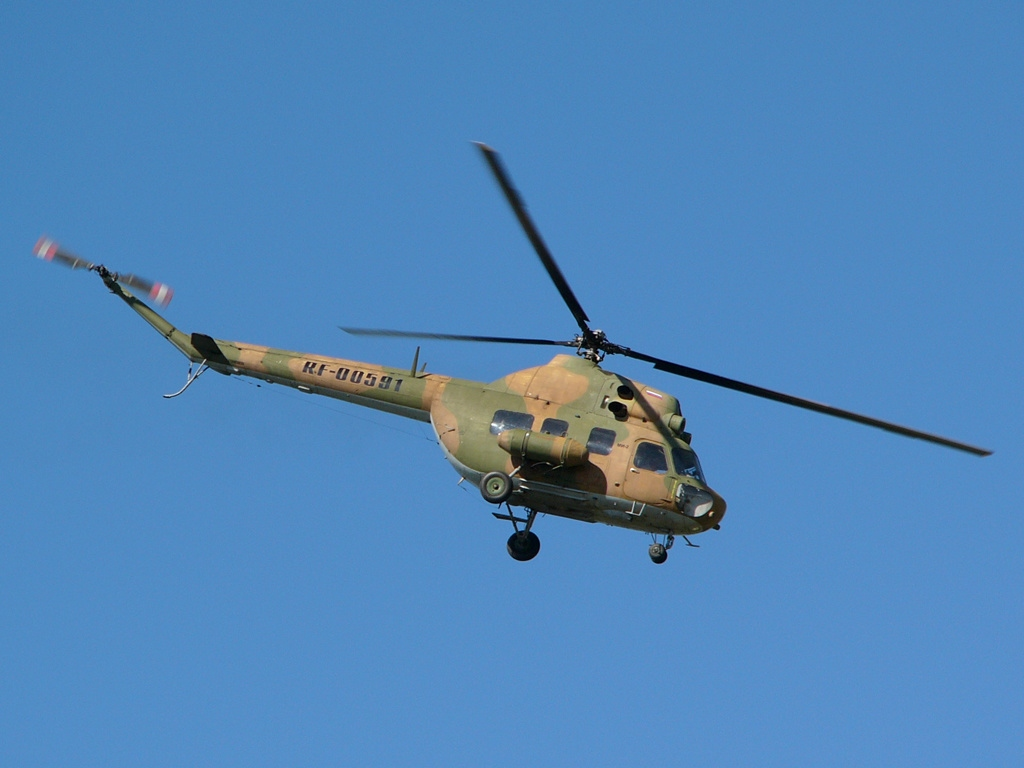
Mi-2T貨機型

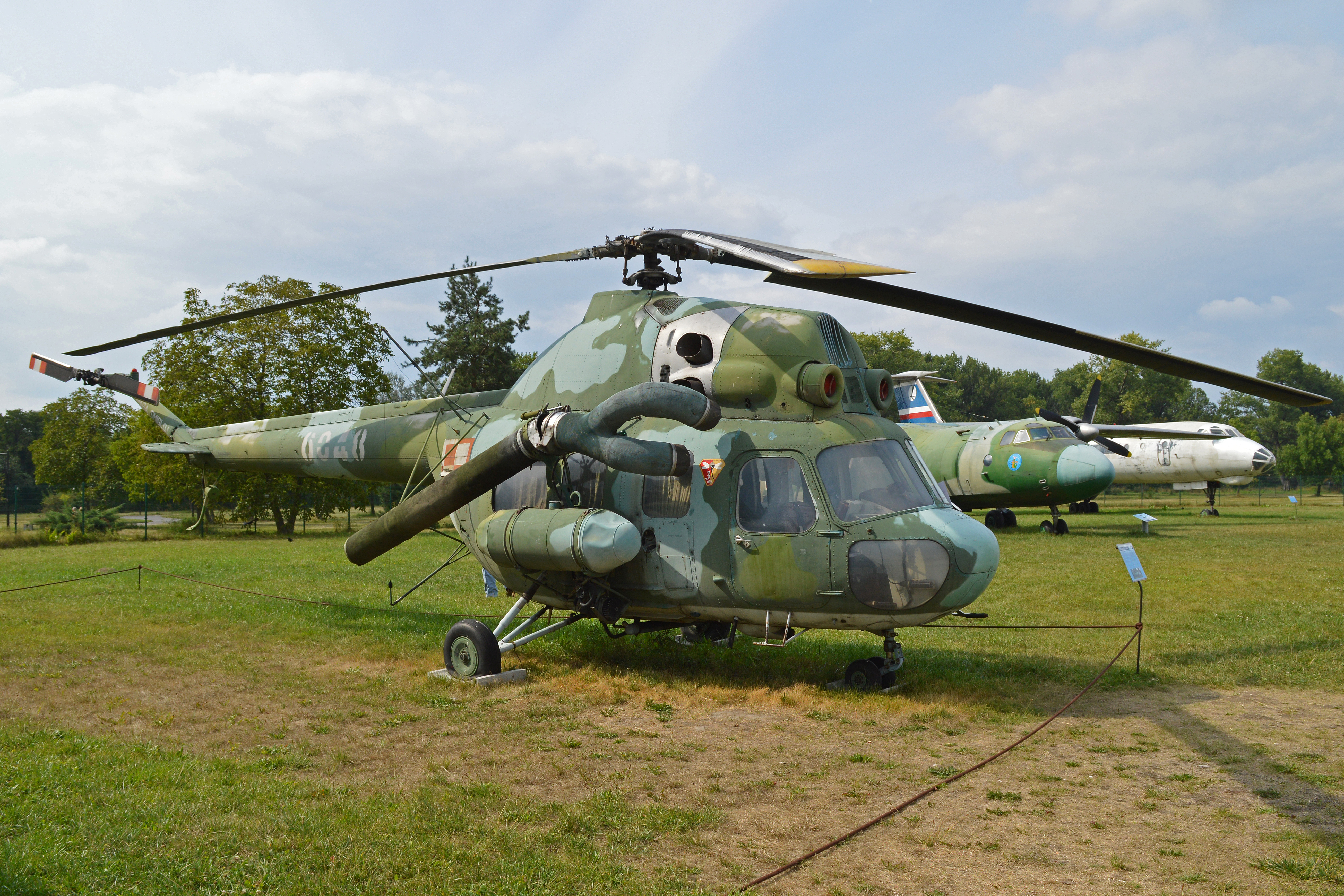
波蘭製Mi-2Ch

- Mi-2D PrzetacznikR-111
- Mi-2FM
- Mi-2P
- Mi-2R：農業用型
- Mi-2RL
- Mi-2RM2
- Mi-2Ro
- UMi-2Ro
- Mi-2RS Padalec
- Mi-2S：救護型，能容納四個擔架和一張病床
- Mi-2Sz
- Mi-2T：無武裝貨機型
- Mi-2US：炮艇型，加裝4挻PKT機槍與NS-23機炮筴艙（以及可選的機艙PK通用機槍）作火力支援
- Mi-2URN：武裝偵察變型，配備固定的23毫米NS-23機炮和左右各一具16×57毫米口徑火箭彈發射器“Mars-2”（以及可選的機艙PK通用機槍）
- Mi-2URP：武装直升机和反坦克型，除NS-23機炮外，可外掛左右各兩具、共四枚9K11（AT-3）反坦克飛彈，另可在貨艙追加4枚其他導彈
- Mi-2URP-G：Mi-2URP改為外掛四枚9K32（SA-7）防空導彈的版本

## 基本資料（Mi-2T）
- 乘員:1名駕駛員+8名乘客
- 長度:11.4米
- 旋翼直徑:14.5米
- 高度:3.75米
- 空重:2372公斤
- 最大起飛重量:3700公斤
- 最大速度:200公里/小時
- 最大升限:4000米
- 最大航程:440公里

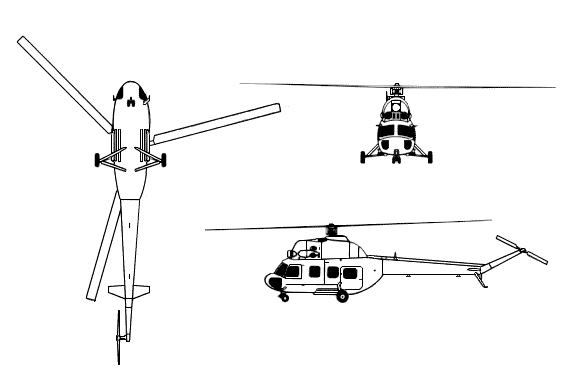
Mi-2直升機三視圖

- 發動機:兩部PZL-GTD-350渦輪發動機
- 功率:每部405匹馬力（298kW）
- 武裝:無

## 使用國家

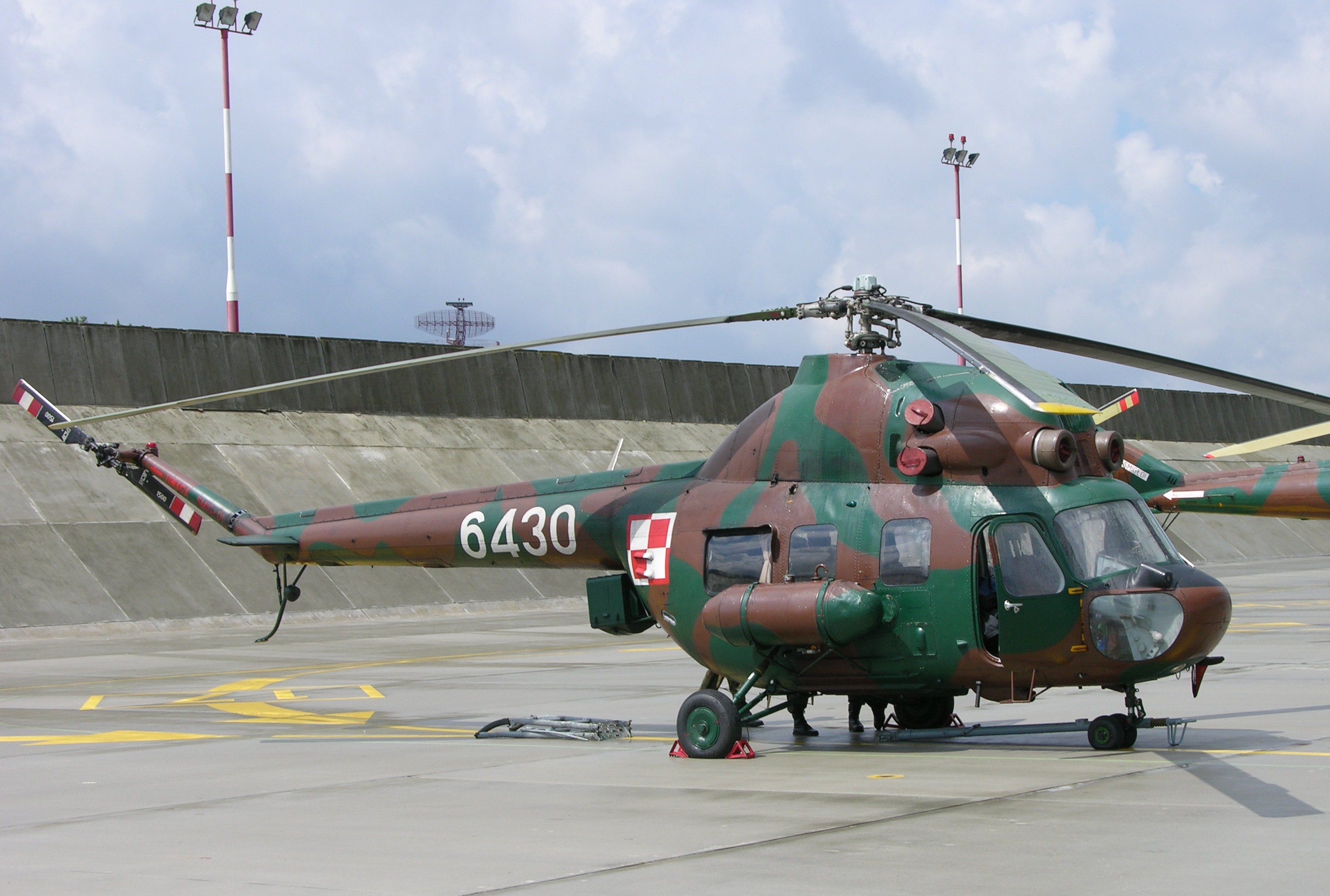
波蘭空軍的Mi-2R直升機

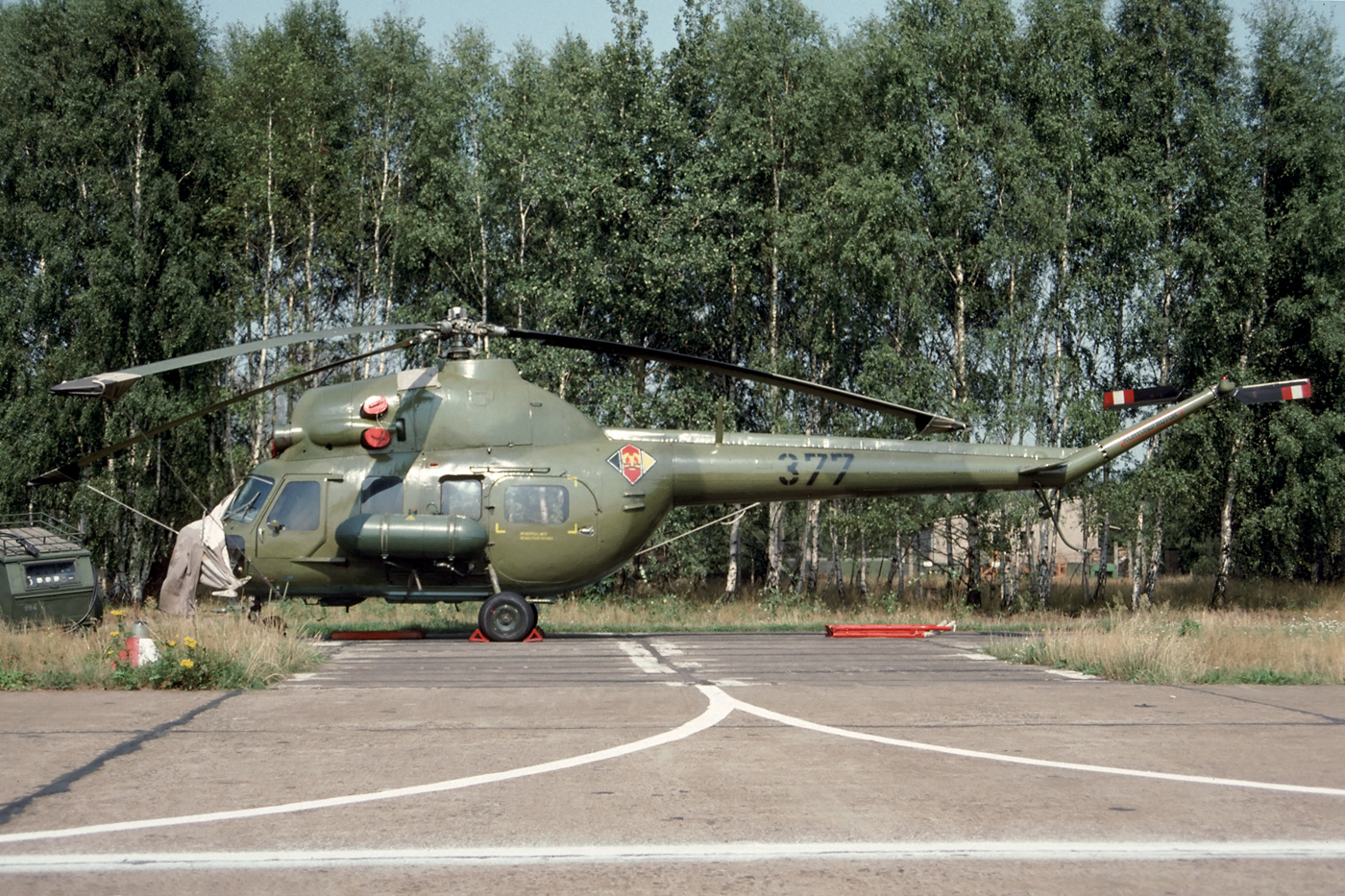
前東德空軍的Mi-2S直升機

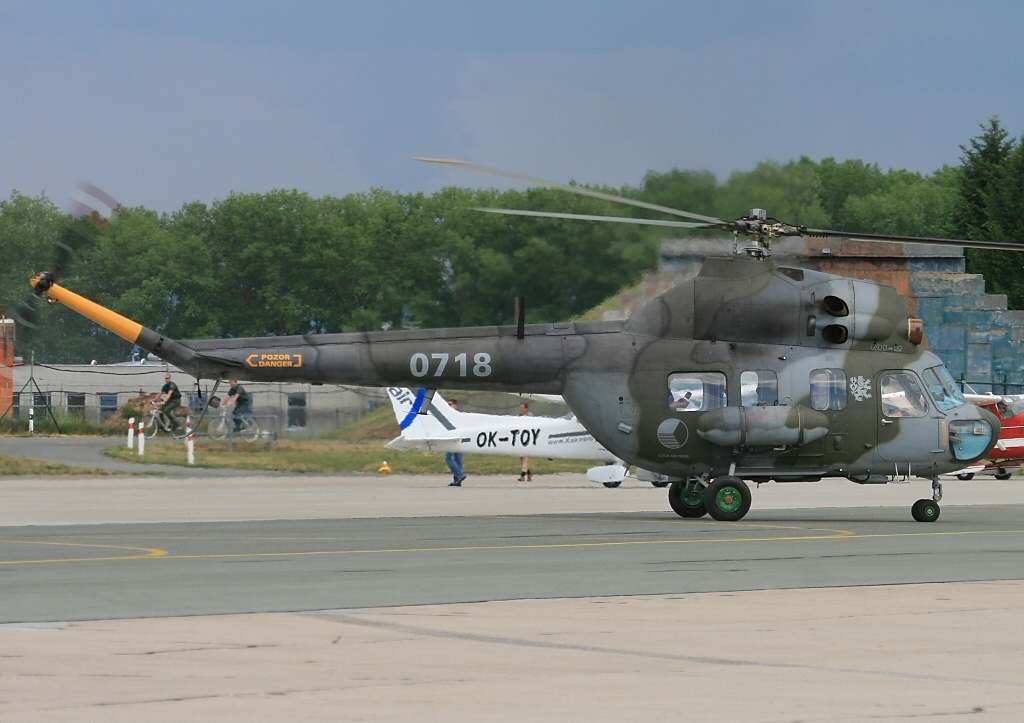
捷克空軍的Mi-2直升機

- 苏联（研發國）
- 波蘭（生產國）
- 俄羅斯
- 阿富汗
- 阿尔巴尼亚
- 阿尔及利亚
- 亞美尼亞
- 保加利亚
- 古巴
- 捷克
- 捷克斯洛伐克
- 爱沙尼亚
- 衣索比亞
- 柬埔寨
- 東德
- 德国
- 匈牙利
- 印度尼西亞
- 伊拉克
- 拉脫維亞
- 賴索托
- 利比亞
- 立陶宛
- 墨西哥
- 緬甸
- 尼加拉瓜
- 秘魯
- 斯洛伐克
- 叙利亚
- 乌克兰
- 南斯拉夫